# Bergström (släkt från Sala)
Denna släkt Bergström, i genealogisk litteratur kallad "Bergström (från Sala)", härstammar från intendenten över kungsträdgårdarna i Sala Per Andersson, vars son, borgmästaren i Sala och befallningsmannen över Väsby län Anders Persson Bergström (1613-1677) antog namnet.

## Släktavla, urval
- Anders Persson Bergström (1613-1677), borgmästare i Sala
  - Peter Bergström, bergslagskassör i Falun
    - Anders Bergström (1676-1757), borgmästare i Kalmar

  - Johan Bergström (1652-1703), postmästare i Sala
    - Anders Bergström (1683-1758), bergslagskamrer i Sala
      - Anders Bergström (1709-1789), kyrkoherde i Svedvi

    - Peter Bergström (1685-1743), amiralitetspastor i Karlskrona, prost i Husby, Dalarna.
      - Johan Erik Bergström (1730-1794), borgmästare i Örebro
      - Johan Bergström (1738-1823), kronofogde i Laholms fögderi
        - Fredrik Severus Bergström (1776-1845), assistent i justitiekollegium och förmyndarekammaren
          - Richard Bergström (folklorist) (1828–1893), bibliotekarie och folklorist
            - Richard Bergström (kammarråd) (1868–1928), kammarråd
              - Richard "Dick" Hichens-Bergström (1913–1989), diplomat
                - Richard Hichens-Bergström (född 1948), författare. Kvisten Hichens-Bergström.

              - Margareta Bergström-Kärde (1919–2006), operasångerska

        - Isac Bergström (1782-1860), handlande, godsförvaltare, hotellägare
          - Axel Bergström (politiker) (1823–1893), jurist och politiker
            - Karl Johan Bergström (1858–1937), ämbetsman och landshövding

      - Pehr Bergström (1740–1824), översättare och advokatfiskal
        - Eva Albertina Bergström (1781–1818), gift med kusinen Johan Jacob i hans 1:a gifte
          - Albert Bergström (1818–1894), färgare. Från honom stammar största delen av släkten idag.

        - Axel Gottlieb Bergström (1786–1853), bokhållare, främjare av tonkonsten
          - Sven Alarik Bergström (1821–1886), arkivarie
            - Axel Bergström (översättare) (1858–1936), översättare och lärare

          - Uno Skoglar Bergström (1823–1890), arkivarie
          - Hedvig Walfrid Gunilla Bergström (1825–1911), g 1848 m Georg Adolph Beer (1818-1896), grosshandlare, konsul

      - Aron Bergström (1741–1798), kronofogde i västra Närke
        - Johan Jacob Bergström (1784–1841), ämbetsman och politiker
          - Leopold Bergström (1827–1908), kapten
          - Walter Bergström (1863–1924), häradshövding
            - Inge Bergström (1906–1971), ämbetsman. En kvist av släkten finns från honom och en bror.

          - Endis Bergström (1866–1950), konstnär
          - Gertrud Bergström (1869–1954), skolkökslärarinna